# Esteban Ostojich
Esteban Daniel Ostojich Vegah (12 de abril de 1982, San José de Mayo) é um árbitro uruguaio de futebol. Desde 2013 apita na Primera Division do Uruguai, e desde 2016 é árbitro da FIFA.

## Biografia
A partir de 2013 atuou nas partidas do Campeonato Uruguaio, e em 2016 recebeu o status de árbitro da FIFA, após o que passou também a arbitrar a Copa Sul-Americana e a Copa Libertadores da América.[carece de fontes?]
Em 2019 foi nomeado um dos árbitros da Copa América no Brasil, onde arbitrou um jogo da fase de grupos entre Bolívia e Venezuela. No final do ano trabalhou como assistente de vídeo para o árbitro chileno Roberto Tobar no Mundial de Clubes.